# Tennistoernooi van Hamburg 2025
Het tennistoernooi van Hamburg van 2025 werd tussen 18 mei en 20 juli 2025 gespeeld op de gravelbanen van tennispark Am Rothenbaum in de Duitse stad Hamburg. De officiële naam van het toernooi was Hamburg Open c.q. Hamburg Ladies Open.
Het mannentoernooi werd georganiseerd door het bedrijf Tennium. De organisatie van het vrouwentoernooi was in handen van het bedrijf MatchMaker Sports GmbH onder leiding van Sandra Reichel.
Arthur Fils, titelhouder bij de mannen, was zijn titel niet komen verdedigen. Anna Bondár, titelverdedigster bij de vrouwen, bereikte niet alleen de enkelspelfinale maar ook die in het dubbelspel. Zij kon echter geen van beide verzilveren.
Het toernooi bestond uit twee delen:
- ATP-toernooi van Hamburg 2025, het toernooi voor de mannen (18–24 mei)
- WTA-toernooi van Hamburg 2025, het toernooi voor de vrouwen (14–20 juli)

## Toernooikalender
| ATP              | mei 2025 | mei 2025 | mei 2025 | mei 2025 | mei 2025      | mei 2025     | mei 2025 |
| ATP              | zon 18   | maa 19   | din 20   | woe 21   | don 22        | vrĳ 23       | zat 24   |
| ---------------- | -------- | -------- | -------- | -------- | ------------- | ------------ | -------- |
| mannenenkelspel  | 1e ronde | 1e ronde | 1e ronde | 2e ronde | kwart- finale | halve finale | finale   |
| mannendubbelspel |          | 1e ronde | 1e ronde | 1e ronde | 2e ronde      | halve finale | finale   |

| WTA               | juli 2025 | juli 2025 | juli 2025 | juli 2025 | juli 2025 | juli 2025     | juli 2025    | juli 2025 |
| WTA               | maa 14    | din 15    | woe 16    | woe 16    | don 17    | vrĳ 18        | zat 19       | zon 20    |
| ----------------- | --------- | --------- | --------- | --------- | --------- | ------------- | ------------ | --------- |
| vrouwenenkelspel  | 1e ronde  | 1e ronde  | 1e ronde  | 2e ronde  | 2e ronde  | kwart- finale | halve finale | finale    |
| vrouwendubbelspel | 1e ronde  | 1e ronde  | 1e ronde  | 2e ronde  | 2e ronde  | halve finale  | halve finale | finale    |

ATP-toernooi van Hamburg – WTA-toernooi van Hamburg

2001 · 2002 · 2003–2020 · 2021 · 2022 · 2023 · 2024 · 2025